# Dom Barianów-Rokickich w Bieczu
Dom Barianów-Rokickich, tzw. Stara Apteka – budynek z 1523 r. w południowej części starego miasta w Bieczu, u wylotu ul. Węgierskiej. Przylega do dobrze zachowanej baszty obronnej zw. Radziecką.
W 1557 r. dom ten nabył od Barbary Uździeniczki aptekarz Marcin Rokicki i urządził tam aptekę. Budynek rozbudowali kolejni spadkobiercy Rokickiego. W 1683 r. praprawnuczka Marcina, Katarzyna Rokicka, wyszła za mąż za aptekarza Mikołaja Akierbama, który przejął budynek wraz z apteką. Z końcem XVII w. budynek wykupił starosta libuski, sołotwiński i pilzneński, uczestnik odsieczy wiedeńskiej z 1683 r. Jan Rey z Nagłowic. Obiekt przestał pełnić rolę apteki, a w następnych wiekach również wielokrotnie zmieniał właścicieli. Dopiero w 1963 r. nabyła go Miejska Rada Narodowa Biecza. W latach 1970–1975 został poddany gruntownej odbudowie i restauracji z przeznaczeniem na cele muzealne. Autorem projektu odbudowy kamieniczki i przylegającej baszty był Andrzej Krzyżanowski.
Piętrowy, murowany budynek w ciągu wieków był kilkakrotnie przebudowywany. Nakryty jest pogrążonym dachem, a jego mury zwieńczone są renesansową (odbudowaną) attyką. Pierwotnie miał charakter obronny, o czym świadczą strzelnice w zachodniej części strychu. Okna mają kamienne, rzeźbione obramowania (częściowo odtworzone), a zewnętrzną elewację zdobi fryz sgraffitowy. W partii narożnej murów ściany północnej i zachodniej tarcze dawnego zegara. We wnętrzu zachował się pierwotny, zróżnicowany w poziomach układ pomieszczeń, renesansowe nadproża, interesująca kolumna międzyokienna i ślady dawnych polichromii.

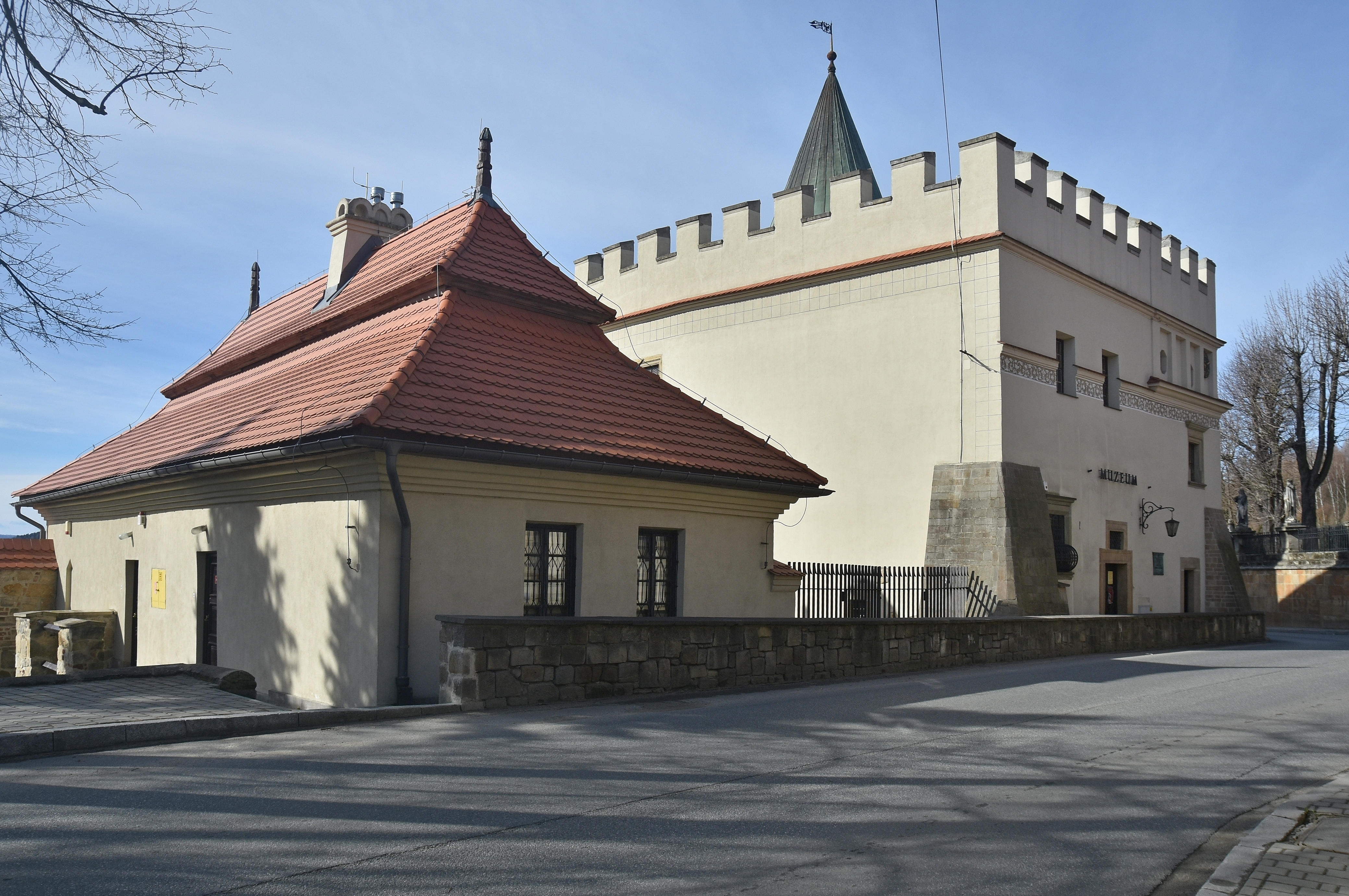
Elewacja wschodnia
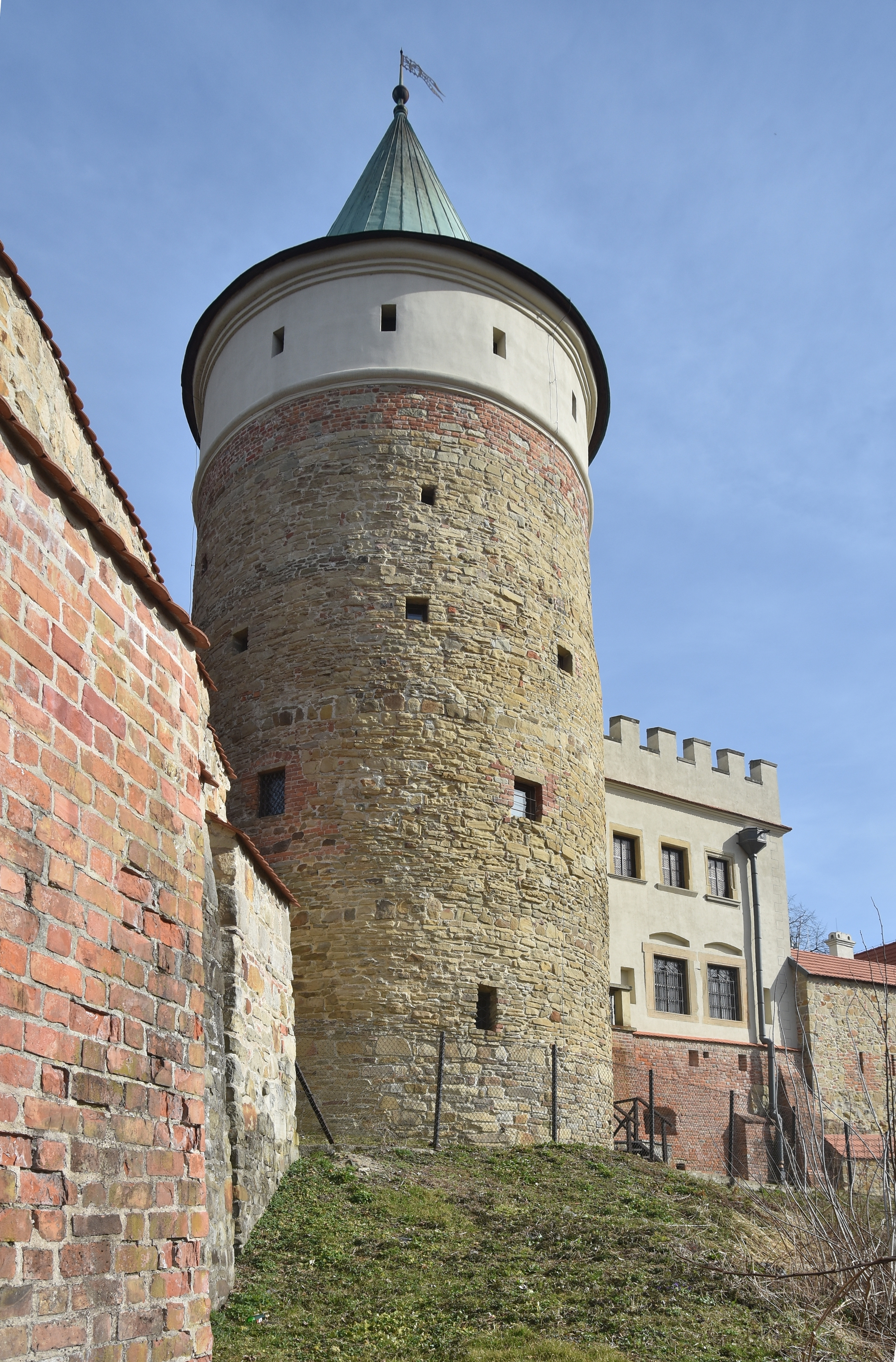
Od strony południowej
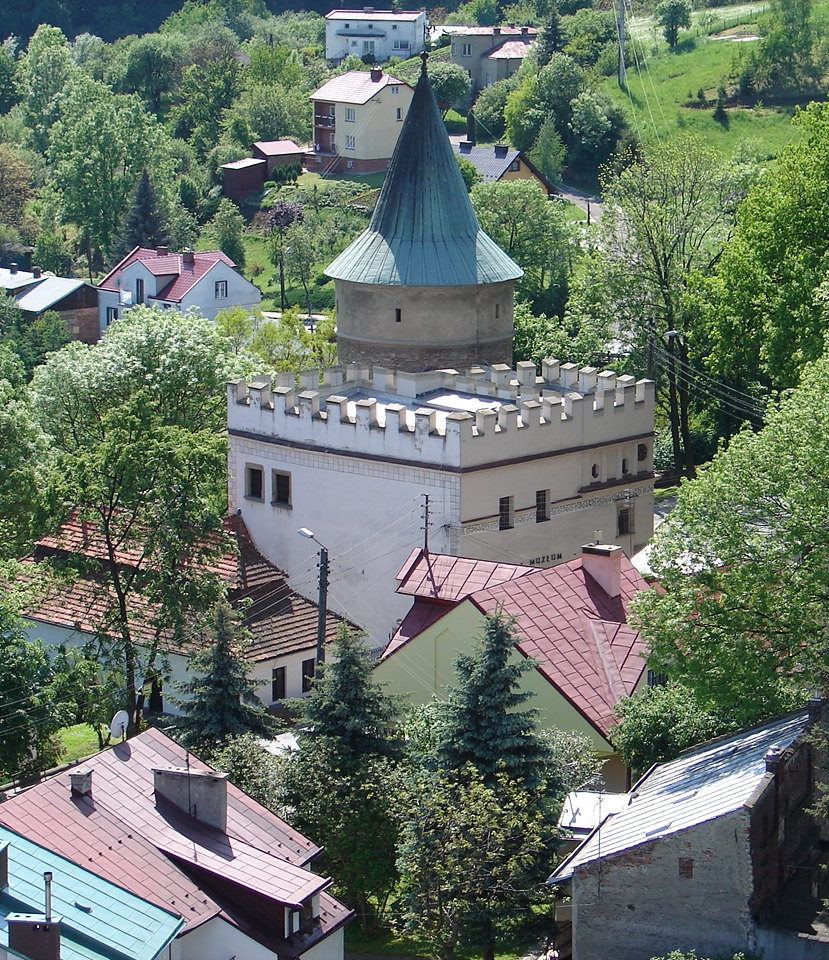
Dom Barianów-Rokickich widoczny z ratusza

## Muzeum
Na parterze Baszty znajduje się zrekonstruowana sala aptekarska. Ekspozycja obrazującą dzieje aptekarstwa na Podkarpaciu, oprócz sali aptekarskie obejmuje też zaplecze i piwnice. Na wyższych kondygnacjach znajdują się ekspozycje pokazujące życie muzyczne w Bieczu i okolicach. W sali na piętrze znajdują się eksponaty związane z mieszczańską kulturą materialną. Dalej znajduje się sala przedstawiająca dawne rzemiosło artystyczne Biecza. W samej baszcie eksponowane są dzieje rzemiosła. I tak:
- na parterze prezentowane jest kowalstwo i ślusarstwo,
- na wyższej kondygnacji znajdują się ekspozycje bednarskie, kołodziejskie, stolarskie i szewskie,
- na kolejnym piętrze - krosna tkackie i inne narzędzia do obróbki lnu,
- wyżej eksponowana jest ceramika i wyroby blacharskie,
- na najwyższej kondygnacji eksponowane są dokumenty cechowe i malarstwo cechowe z XIX w.